# Alhambra (Californie)
Pour les articles homonymes, voir Alhambra.
Alhambra est une ville du comté de Los Angeles, dans l'État de Californie aux États-Unis. Située à l'ouest de la Vallée de San Gabriel, sa population était de 83 089 en 2010.

## Démographie
| 1890 | 1910  | 1920  | 1930   | 1940   | 1950   |
| ---- | ----- | ----- | ------ | ------ | ------ |
| 808  | 5 021 | 9 096 | 29 472 | 38 935 | 51 359 |

| 1960   | 1970   | 1980   | 1990   | 2000   | 2010   |
| ------ | ------ | ------ | ------ | ------ | ------ |
| 54 807 | 62 125 | 64 767 | 82 106 | 85 804 | 83 089 |

## Natifs célèbres - résidents connus
- Rolly Crump
- William Axling
- Jack Chick
- Phil Spector
- Clive Cussler
- Scott Conner, membre du groupe de black metal Xasthur
- Dee Pollock